# Momir Rnić (kézilabdázó, 1955)
Momir Rnić (szerbül: Момир Рнић, Torontálszécsány, 1955. február 3. –) olimpiai- és világbajnok jugoszláv válogatott szerb kézilabdázó.

## Pályafutása

### Klubcsapatokban
Klubszinten hazájában a Proleter Zrenjanin játékosa volt, majd Németországba igazolt, ahol a TV Niederwürzbach és az Altenkessel csapataiban kézilabdázott. Előbbi együttessel az 1988–1989-es szezonban megnyerte a német másodosztályú bajnokságot, és feljutott az élvonalba, a Bundesligába.

### A válogatottban
A jugoszláv válogatottban 217 alkalommal lépett pályára és 411 gólt szerzett. Három olimpián vett részt, az 1984-es Los Angeles-i olimpián aranyérmet, az 1988-as szöuli olimpián pedig bronzérmet nyert a csapattal. 1986-ban világbajnoki címet nyert. A Magyarország elleni döntőben a jugoszlávok 24–22-re győztek, Rnić egy gólt szerzett a mérkőzésen.1985-ben meghívták a világválogatottba.

## Család
Fia, ifjabb Momir Rnić a szerb válogatott tagjaként 2012-ben Európa-bajnoki ezüstérmes volt.

## További információ
- Momir Rnić: „Istrošio sam se“. B92, 2010. november 18.
- Ivan Ivanji i Momir Rnić dobitnici Nagrade Zrenjanina. Radio televizija Vojvodine, 2009. október 20.